# Barranc de Sant Miquel (Espluga de Serra)
El Barranc de Sant Miquel és un barranc de l'antic terme d'Espluga de Serra, de l'Alta Ribagorça, actualment inclòs en el terme municipal de Tremp, al Pallars Jussà.
Es forma a 1.656 m d'altitud al vessant nord del Pic de Lleràs, des d'on davalla un breu tram cap al nord per a emprendre tot seguit la direcció nord-oest. Passa pel Clot del Morral, i travessa després l'extrem oriental del bosc de la Peguera. Al cap d'un altre tram en direcció nord-oest s'aboca en el barranc de Llavaner.